# Chanjimale, Kolar
Chanjimale là một làng thuộc tehsil Kolar, huyện Kolar, bang Karnataka, Ấn Độ.